# Goochland megye
Goochland megye az Amerikai Egyesült Államokban, azon belül Virginia államban található. Megyeszékhelye Goochland. Lakosainak száma 24 727 fő (2020. április 1.). Goochland megye Louisa, Cumberland, Fluvanna, Chesterfield, Powhatan, Henrico és Hanover megyékkel határos.

## Népesség
A megye népességének változása:
| Lakosok száma | 21 769 | 21 479 | 21 349 | 21 626 | 22 253 | 24 727 |
|               | 2010   | 2011   | 2012   | 2013   | 2015   | 2020   |